# Missing (chanson)
Pour les articles homonymes, voir Missing.
Singles de Everything but the Girl
Rollercoaster
(1994) Walking Wounded
(1996)
Missing est une chanson écrite, composée et interprétée par le duo britannique Everything but the Girl sortie en single le 8 août 1994. Elle est extraite de l'album Amplified Heart.
Elle fait connaître le duo à l'échelle internationale grâce au succès obtenu par le remix house music réalisé par le DJ américain Todd Terry sorti en 1995.
La version remixée arrive en tête des ventes en Allemagne, en Italie et au Canada. Aux États-Unis, elle reste classée dans le Billboard Hot 100 pendant 55 semaines, culminant à la 2e place.

## Clip
Le clip, réalisé par Mark Szaszy, est nommé aux MTV Video Music Awards en 1996 dans la catégorie Meilleure vidéo dance.

## Reprises
La chanson a été reprise par plusieurs artistes dont le groupe de pop allemand No Mercy (dont la version se classe dans plusieurs pays en Europe), la chanteuse belge Jessy (par deux fois, en 2010 et en 2012, classée en Belgique à chaque fois, la deuxième en duo avec le chanteur belge Dennis), les groupes Paradise Lost, Expatriate ou encore Hurts, tandis que le groupe de musique jazz québécois, The Lost Fingers, reprend la chanson sur son album VS.3 en 2020. 

## Classements hebdomadaires

### Versions d'Everything But the Girl
Version originale
| Classement (1994)              | Meilleure position |
| ------------------------------ | ------------------ |
| Écosse (OCC)                   | 78                 |
| Royaume-Uni (UK Singles Chart) | 69                 |

Version remixée
| Classement (1995-1996)                      | Meilleure position |
| ------------------------------------------- | ------------------ |
| Allemagne (GfK Entertainment)               | 1                  |
| Australie (ARIA)                            | 2                  |
| Autriche (Ö3 Austria Top 40)                | 6                  |
| Belgique (Flandre Ultratop 50 Singles)      | 10                 |
| Belgique (Wallonie Ultratop 50 Singles)     | 2                  |
| Canada (RPM 100 Singles)                    | 1                  |
| Écosse (OCC)                                | 2                  |
| États-Unis (Billboard Hot 100)              | 2                  |
| États-Unis (Dance/Electronic Singles Sales) | 1                  |
| États-Unis (Top 40 Mainstream)              | 1                  |
| Finlande (Suomen virallinen lista)          | 11                 |
| France (SNEP)                               | 2                  |
| Irlande (IRMA)                              | 3                  |
| Italie (FIMI)                               | 1                  |
| Norvège (VG-lista)                          | 5                  |
| Nouvelle-Zélande (RMNZ)                     | 14                 |
| Pays-Bas (Nederlandse Top 40)               | 3                  |
| Pays-Bas (Single Top 100)                   | 5                  |
| Royaume-Uni (UK Singles Chart)              | 3                  |
| Royaume-Uni (UK Dance Chart)                | 1                  |
| Suède (Sverigetopplistan)                   | 3                  |
| Suisse (Schweizer Hitparade)                | 2                  |

### Reprises
| Classement (1995-1996)         | Meilleure position |
| ------------------------------ | ------------------ |
| Allemagne (GfK Entertainment)  | 19                 |
| France (SNEP)                  | 48                 |
| Royaume-Uni (UK Singles Chart) | 83                 |
| Suisse (Schweizer Hitparade)   | 9                  |

| Classement (2010)                      | Meilleure position |
| -------------------------------------- | ------------------ |
| Belgique (Flandre Ultratop 50 Singles) | 16                 |

| Classement (2012)                      | Meilleure position |
| -------------------------------------- | ------------------ |
| Belgique (Flandre Ultratop 50 Singles) | 28                 |

## Certifications
Version d'Everything But the Girl
| Pays              | Certification | Unités certifiées |
| ----------------- | ------------- | ----------------- |
| Allemagne (BVMI)  | Or            | 250 000           |
| Australie (ARIA)  | Platine       | 70 000            |
| Belgique (BEA)    | Or            | 25 000            |
| États-Unis (RIAA) | Or            | 500 000           |
| France (SNEP)     | Or            | 250 000           |
| Italie (FIMI)     | Or            | 25 000            |
| Norvège (IFPI)    | Or            |                   |
| Royaume-Uni (BPI) | 2 × Platine   | 1 200 000         |